# Noël Coward
Sir Noël Peirce Coward (ur. 16 grudnia 1899 w Teddington, zm. 26 marca 1973 w Blue Harbour na Jamajce) − angielski dramaturg, kompozytor, reżyser, aktor i piosenkarz.

## Teatr
Utrwalił się w powszechnej świadomości głównie jako twórca rewii, komedii i musicali. Do charakterystycznych dla tego twórcy dramatów można zaliczyć Young Idea (Młoda idea, 1921), Private Lives (Życie prywatne, 1930), Blithe Spirit (Seans, 1941). Jego sztuki opowiadają o iluzoryczności więzi społecznych, o głębi indywidualnego doświadczenia wobec przyjętego sztampowego konwenansu. 
W 1924 wyreżyserował spektakl na podstawie dramatu własnego autorstwa The Vortex (Wir, 1924). Było to skandalizujące przedstawienie, opowiadające o relacjach syna-narkomana i jego rozwiązłej matki. Aby zwiększyć zainteresowanie publiczności Coward twierdził, że opowiada w nim swoją własną historię. W tym samym roku powstał także dramat rodzinny The rat trap (Pułapka na szczury). 

### Cavalcade
Wyjątkowym w karierze Cowarda był monumentalny patriotyczny spektakl Cavalcade (Kawalkada, 1931). Grupa aktorska licząca 250 osób odgrywała dzieje Wielkiej Brytanii od początku XX wieku do roku 1929. Początkiem tytułowego korowodu postaci był pogrzeb królowej Wiktorii, jego metą klub nocny o wymownej nazwie "Chaos". Całość opowiadała o postępującym upadku imperium brytyjskiego. Coward operował wyrazistymi kontrastami i chwytami melodramatycznymi. Spektakle kończyły się odśpiewaniem przez widownię hymnu God Save the King. 
Cavalcade odniosła sukces frekwencyjny, z czasem jednak pojawiły oskarżenia o szerzenie szowinizmu, co spowodowało zdjęcie sztuki z afisza. Spektakl wywarł wpływ na brytyjska kulturę: wyświetlany w latach 70. serial telewizyjny Upstairs, Downstairs wprost nawiązywał do spektaklu, a w kampanii wyborczej Margaret Thatcher w 1983 roku pojawiały się nieświadome zapożyczenia z dramatu Cowarda.

## Film
Na podstawie sztuki Noela Cowarda Easy Virtue Alfred Hitchcock zrealizował w 1928 dramat Łatwa cnota. W 2008 powstał film Wojna domowa.

## Życie prywatne
Był gejem. Przez 19 lat pozostawał w związku z Jerzym księciem Kentu z brytyjskiej rodziny królewskiej, a przez kolejne 30 lat, aż do swojej śmierci, z aktorem filmowym Grahamem Paynem.

## Nagrody
- Nagroda Akademii Filmowej 1942: Nasz okręt (nominacja; Najlepszy Scenariusz Oryginalny)